# Saint-Maurice-de-Cazevieille
Saint-Maurice-de-Cazevieille is een gemeente in het Franse departement Gard (regio Occitanie) en telt 478 inwoners (1999). De plaats maakt deel uit van het arrondissement Alès.

## Geografie
De oppervlakte van Saint-Maurice-de-Cazevieille bedraagt 13,3 km², de bevolkingsdichtheid is 35,9 inwoners per km².

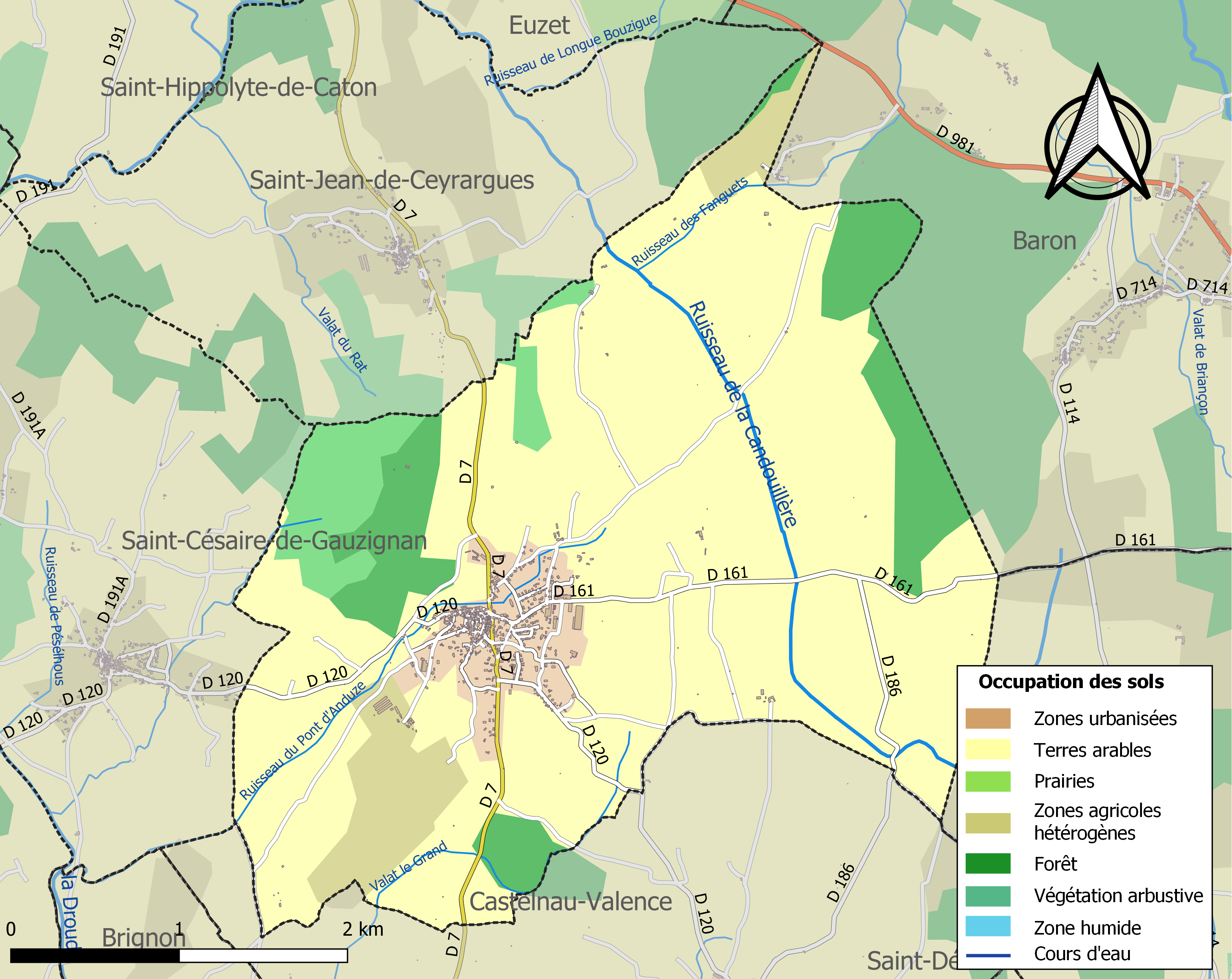
Kaart van de gemeente met de belangrijkste infrastructuur, bodemgebruik en omliggende gemeenten

## Demografie
Onderstaande figuur toont het verloop van het inwonertal (bron: INSEE-tellingen).